# Noorliit
Noorliit (německy Neu-Herrnhut, dánsky Ny Herrnhut) byla první misijní stanice Moravských bratří v Grónsku. Toto místo je dnes součástí grónského hlavního města Nuuk.

## Počátky misie
Stanice Neu-Herrnhut byla založena v roce 1733 a Grónsko bylo druhým cílem herrnhutských misionářů. První misii bratři zahájili v Karibském moři na ostrově Svatého Tomáše. Zakladatelé misie v Grónsku byli exulanti z Moravy: Kristián David, Matouš (Matthäus) Stach a Kristián Stach, kteří na toto místo dorazili dne 20. dubna 1733. V Grónsku již 12 let působil pastor Hans Egede, který s herrnhutskými bratry odmítl spolupracovat a očernil je u dánského krále Kristiána VI. kvůli knize Kristiána Davida. Po brzkém odjezdu Egedeho bratři trpěli (mimo jiné) i nedůvěrou místních obyvatel, Inuitů, které decimovala epidemie neštovic. Vedoucí misionář Kristián David v roce 1736 z Grónska odjel, ale vrátil se jako tesař v roce 1747 a přivezl sebou materiál na sborový dům, který v letech 1747/48 postavil. V roce 1749, při své třetí cestě do Grónska, Kristián David (znovu jako tesař) přivezl a postavil další dům, jenž sloužil nejen k ubytování, ale i jako sklad pro zásoby domorodých obyvatel. První jazykovou příručku grónské gramatiky a slovníku sestavil Matouš Stach z Mankovic. Později Matouš Stach zakládal i druhou misijní stanici v Grónsku – Lichtenfels. Mise v Novém Herrnhutu byla velmi úspěšná. Misionáři nebývali vyškolení teologové, ale řemeslníci a laici, kteří se rychle seznámili s jazykem, způsobem života a myšlením Inuitů. Dalšími významnými misionáři v Grónsku byli zejména Samuel Kleinschmidt, tvůrce prvního standardizovaného pravopisu grónského jazyka a David Cranz, který zde působil v roce 1761 a v roce 1765 všechny své poznatky o Grónsku publikoval.

## Ukončení misie

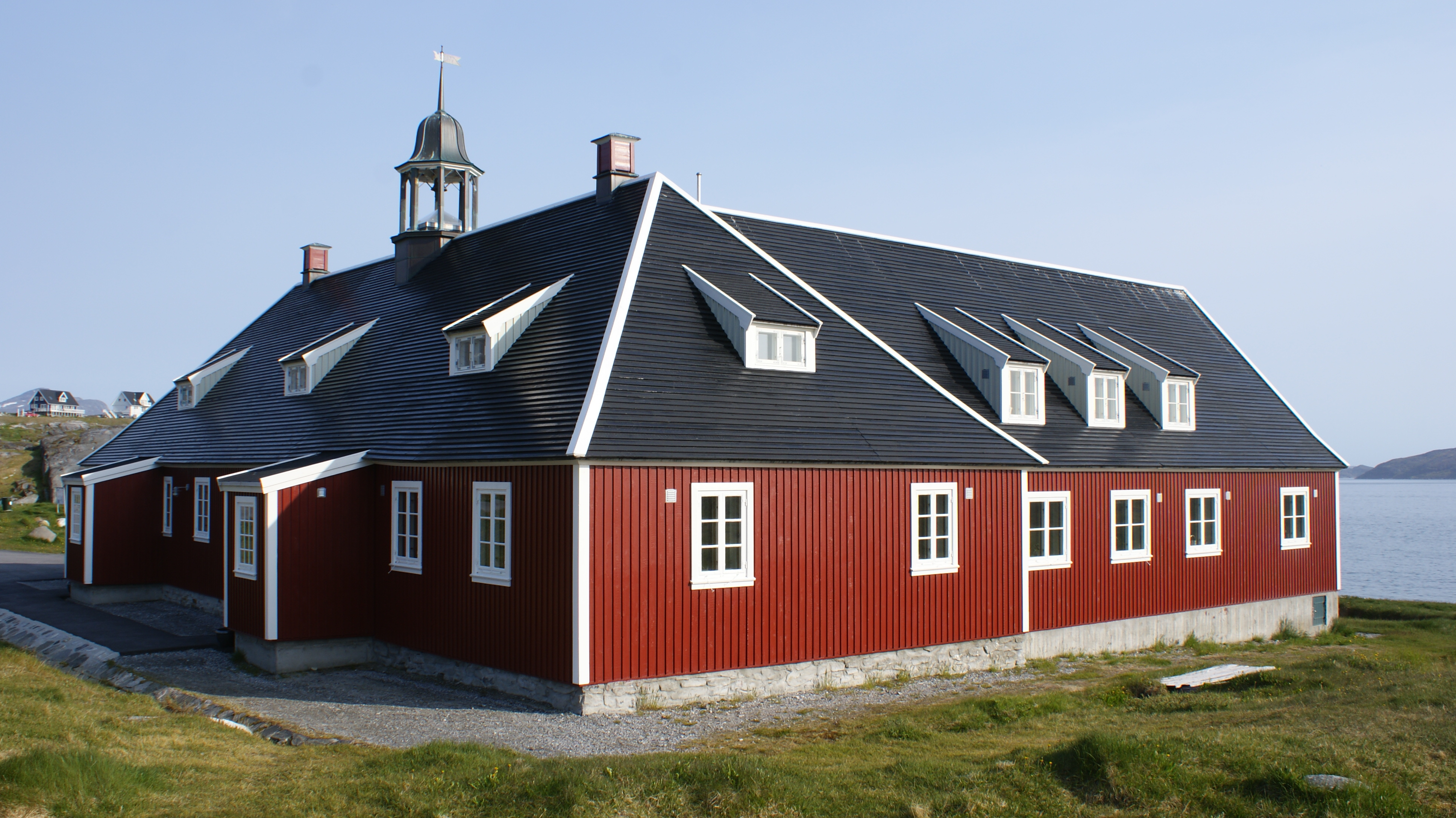

Moravané působili v Grónsku do 26. března 1900, po státní reformě bylo místo předáno dánské luterské farnosti. Budova sborového domu se později až do roku 2008 stala sídlem Grónské univerzity v Nuuk. Poté se stala kanceláří krajského ombudsmana.